# Sottospecie
Nella gerarchia della classificazione degli organismi viventi, la sottospecie si colloca un gradino più in basso della specie. Viene utilizzata per indicare organismi della stessa specie ma con delle differenze minime, che non sono sufficienti per considerarli una specie completamente diversa.
In nomenclatura zoologica, quando una specie è divisa in sottospecie, la popolazione originariamente descritta viene mantenuta come sottospecie nominale che ripete lo stesso nome della specie. Ad esempio, Motacilla alba alba è la sottospecie nominale della specie Motacilla alba (ballerina bianca).
Suddivisioni minori in botanica della sottospecie sono la varietà, che di solito si riferisce alle razze prodottesi spontaneamente in natura, o la cultivar, termine utilizzato per le varietà di piante coltivate.